# Place Ghislaine-Dupont-Claude-Verlon-Camille-Lepage
Place Ghislaine-Dupont-Claude-Verlon-Camille-Lepage är en kort gata i Quartier du Mail i Paris 2:a arrondissement. Gatan, som invigdes den 3 maj 2019, är uppkallad efter de franska journalisterna Ghislaine Dupont (1956–2013), Claude Verlon (1958–2013) och Camille Lepage (1988–2014), vilka mördades i tjänsten i Afrika.
Ghislaine Dupont och Claude Verlon mördades i närheten av Kidal i nordöstra Mali den 2 november 2013. De hade nyligen gjort ett reportage om Nationella rörelsen för Azawads befrielse.
Camille Lepage mördades den 12 maj 2014 i samband med inbördeskriget i Centralafrikanska republiken, vilket inleddes 2012.
Place Ghislaine-Dupont-Claude-Verlon-Camille-Lepage invigdes den 3 maj 2019 av Jacques Boutault, borgmästare i 2:a arrondissementet, och Hélène Bidard, Paris vice borgmästare.

## Bilder
| - Gatuskylt. - Ghislaine Dupont. - Claude Verlon. - Camille Lepage. |

## Omgivningar
- Notre-Dame-des-Victoires
- Boulevard Montmartre
- Boulevard Poissonnière
- Rue des Jeuneurs
- Rue du Croissant
- Rue d'Uzès
- Rue Saint-Joseph
- Rue Réaumur
- Rue du Sentier
- Placette Louvre-Montmartre

## Kommunikationer
- Tunnelbana – linje  – Sentier
- Busshållplats Réaumur – Montmartre – Paris bussnät, linjerna 74 85 N15 N16

### Webbkällor
- ”Une place "Ghislaine Dupont – Claude Verlon – Camille Lepage" inaugurée à Paris”. Paris Match. 3 maj 2019. https://www.parismatch.com/Actu/Societe/Une-place-Ghislaine-Dupont-Claude-Verlon-Camille-Lepage-inauguree-a-Paris-1621869. Läst 17 augusti 2022.
- ”Une place inaugurée à Paris en hommage à trois journalistes français tués: Il s’agit de Ghislaine Dupont et Claude Verlon, morts en 2013 au Mali, et de Camille Lepage, tuée en République centrafricaine en 2014”. Le Monde. 3 maj 2019. https://www.lemonde.fr/societe/article/2019/05/03/une-place-inauguree-a-paris-en-hommage-a-trois-journalistes-francais-tues_5457983_3224.html. Läst 17 augusti 2022.